# Proper Condom Use
«Proper Condom Use» («El Uso Apropiado del Condón» en Hispanoamérica y «El Uso Propio del Condón» en España) es el séptimo episodio de la quinta temporada de South Park. Salió al aire el 1 de agosto de 2001.

## Trama
Cartman le dice con entusiasmo a Stan y Kyle (luego de que ellos jugaran a matar a Jennifer Lopez) que lo acompañen a la casa de Kenny. Repitiendo la frase "saca cohete rojo", masturba al perro de Kenny hasta el punto de la eyaculación, o, como él dice, "ordeñar el perro."
Stan, pensando que lo que Cartman hizo fue genial, demuestra la técnica con su propio perro Sparky (que no ha sido visto desde la segunda temporada de "Spookyfish") delante de sus padres y sus amigos durante una reunión de club de lectura, por la que lo castigan durante diez meses. Stan no puede entender por qué está siendo castigado, ya que sus padres se sienten demasiado avergonzados para explicarle sobre la estimulación sexual y decidir que la escuela debe ser responsable de la enseñanza de la educación sexual. Durante la reunión de padres de la escuela primaria, se decide enseñar educación sexual a los niños a pesar de la oposición de Chef y otras personas.
El Sr. Mackey trata de enseñar a los chicos de cuarto grado acerca de la anatomía masculina y la mecánica de las relaciones sexuales. El confirma no haber tenido relaciones sexuales desde que tenía 19 años o 21 años antes por lo que los chicos y hasta Chef lo ven como un incapaz para enseñar educación sexual. La Srta. Choksondik dice a las chicas que van a contraer una ETS y morirán si los chicos no están usando condones, pero se olvida de explicarles a ellas que iban a necesitar para tener relaciones sexuales (presumiblemente porque ella siente que parece tan obvio). Las chicas, que al principio eran curiosas por las relaciones sexuales empiezan a temerles. Los chicos, después de no haber aprendido nada, le preguntan a las chicas lo que habían aprendido, las chicas se alejan gritando desde que los chicos no están usando condones. Asustados de poseer una enfermedad de transmisión sexual, los chicos luego van a la farmacia donde el farmacéutico en un principio se niega a vender los condones, afirmando que son demasiado jóvenes y que la educación sexual en las escuelas de enseñanza primaria está mal. La farmacéutica vende los condones porque ella quiere que estén a salvo si están teniendo relaciones sexuales. Los chicos se ponen los condones sujetos con pequeñas ligas de caucho.
Enterados de que el farmacéutico que los condones les vendió condones a los niños, la escuela cree que esto se debe a que los estudiantes son sexualmente activos. Como resultado, la Srta. Choksondik dice que deben empezar a enseñar a los estudiantes de preescolar sobre la educación sexual, aunque el Chef está indignado por esta decisión. Por lo tanto, el Sr. Garrison tiene la tarea de enseñar el uso del condón adecuado para los niños de kinder, y su método preferido para aplicar un preservativo utilizando su boca en un pene falso lo que asusta de sus estudiantes. Posteriormente repasan las  posiciones sexuales conocidas; perrito, el mortero, el misionero, Sánchez el sucio, etc.
Los chicos comienzan a sentirse más seguros con los condones aunque ignoran su verdadero uso, no obstante la Srta. Choksondik le muestra a las niñas un vídeo explícito de un embarazo y nacimiento de un bebé por lo que huyen despavoridas. Los chicos al no entender cómo se usa un condón orinan en ellos y al ver que Cartman se ponía uno, el Sr. Mackey le explica que solo debe usarlo en una relación sexual. Creyendo todo el tiempo que las niñas eran responsables de las enfermedades de transmisión sexual deciden enfrentarlas. Las niñas aterradas por las malas lecciones dadas por la Srta. Choksondik crean un fuerte con el que pretenden alejar a los niños. Ellos armados deciden asaltar el fuerte.
Durante el episodio, la atracción sexual entre el Sr. Mackey y la Srta. Choksondik aumenta y cuando preparaban las lecciones de la siguiente clase, admiten que se atraen el uno al otro y que se han tenido fantasías sexuales. Ambos se desvisten y tienen relaciones sexuales sin protección.
Durante la batalla; las niñas disparan clavos a los niños y estos en represalia arrojan cócteles molotov provocando una enorme explosión. Aunque los padres le recriminan a los niños las acciones cometidas, la Srta. Choksondik se disculpa por darle mal ejemplo a las niñas; sobre todo por no decirles que las enfermedades se contraían por relaciones sin protección. Chef culpa a la escuela por impartir educación sexual a niños más inocentes y que el sexo era emoción. Los padres deberían impartir la educación sexual y no que dicha educación la diera un hombre sin experiencia en ello (Sr. Mackey), una persona que tuviese mala perspectiva (Srta. Choksondik) o "un completo pervertido" (Garrison enojado por sentirse aludido). Chef aconseja que la edad mínima para el sexo debían ser los 17 años (edad legal para el sexo en Colorado) y les pide a los niños no preocuparse por ello teniendo 8 años. El episodio culmina con Cartman masturbando a otro perro pidiéndole que "sacase el cohete rojo". Durante los créditos los niños de preescolar siguen repasando con Garrison las posiciones sexuales.

## Muerte de Kenny
Su rostro es atravesado por un búmeran lanzado por Bebe.